# Denisse Buendía
Denisse Buendía (Cuernavaca, Morelos, 6 de agosto de 1979) es una escritora y pintora mexicana, ganadora del Premio de Poesía Dolores Castro en 2016. Su obra poética ha sido incluida en antologías y  revistas literarias como Argonautas, Carruaje de pájaros, Círculo de poesía, La Guardaraya y en la sección de poesía del periódico Día a día.   Su obra ha sido traducida al portugués, inglés y francés.

## Trayectoria
Denisse Buendía estudió Ciencias de la Comunicación en la Universidad de Cuauhnáhuac de Morelos (UNIC). Ha sido locutora de los programas de radio Que suene el Son, del Instituto Mexicano de la Radio (IMER) y Mujeres tomando el té, del Centro de Comunicación Intercambio y Desarrollo Humano (CIDAL, A.C.). Además, ha participado en los programas de radio Choro Matutino y Rompeviento TV como colaboradora de los suplementos de poesía. Ha escrito artículos para La Jornada Morelos, Revista Resilencia y Voz de la tribu, entre otras. Es parte de la publicación Sistematización de la experiencia de exhumación e identificación de personas inhumadas en las fosas de Tetelcingo, Cuautla, Morelos. Edit. UAEM. 2017 
Especialista en diplomados básicos y avanzados sobre Derechos Humanos, Equidad de Género, Liderazgo, uso del lenguaje no sexista, prevención de violencia, feminismos, gestión cultural,entre otros.
Fue fundadora del colectivo de poesía feminista "Lunámbolas Poesía acróbata" 2008 a la fecha.
Desde 2015 es locutora del programa de radio La Voz de la Tribu, de la Universidad Autónoma el Estado de Morelos (UAEM). Es parte del Movimiento por la paz con justicia y dignidad.

## Obra

#### Poesía
- Días Animales (León, Guanajuato: Universidad de Guanajuato, 2007).
- Mujer bronce ; Habitada por besos. Edit. Astrolabio. 2010 Buendía, Denisse, Salazar, Xochiquetzal.
- El terror del hallazgo (Editorial Independiente Romina, 2010).
- La física de la orfandad (Aguascalientes, 2016), Premio Dolores Castro 2016.
- Trisom.  Poemario a tres manos Cano. Kenia, Ariza. Ricardo, Buendía. Denisse Edit. Lengua del diablo. 2016

#### Antologías
- Antología de poetas mujeres de Morelos "Aquí se las llevan"  Editorial Lengua de Diablo. Morelos México 2018
- Premio de Poesía Dolores Castro 2016: poesía, narrativa y ensayo escrito por mujeres (Instituto Municipal de Aguascalientes para la Cultura, 2016).
- II Antología Argonautas. Editorial Argonautas, 2016. (España)
- La Calle: domicilio conocido (Edición de Rocato Bablot. Cuernavaca, Morelos: Ediciones Clandestino, 2011).
- Orla; revista Literaria. Antología. 2014.

#### Cómic
- Tetelcingo: fosas del olvido (Universidad Autónoma del Estado de México, 2017) guion.

- Justicia para todos. Multifeminicidio y Homicidio Caso Narvarte por ARTICLE 19. México. (2019) guion

#### Libros
- Vocabularia, diccionario feminista (2019). Ediciones Infinita, CDMX.

- Feministario (2019). Ediciones Infinita, CDMX. Ensayo.